# Kardynałowie mianowani w latach 904–985
Lista kardynałów udokumentowanych źródłowo w okresie pornokracji (904-964) i później do wstąpienia na tron papieski papieża Jana XV w 985.
Z uwagi na skąpą liczbę materiałów z tamtej epoki, lista ta obejmuje jedynie niewielką część żyjących w tym czasie kardynałów: czternastu kardynałów biskupów, dwudziestu trzech kardynałów prezbiterów i czternastu kardynałów diakonów.
Katalog jest podzielony na trzy uporządkowane chronologicznie kategorie. W nawiasach podane są okresy, w jakich poszczególni kardynałowie są udokumentowani źródłowo lub czas trwania pontyfikatów tych kardynałów, którzy zostali papieżami:

## Kardynałowie biskupi
1. Hildebrandus – kardynał biskup Silva Candida (23 maja 905[1])
2. Leo – kardynał biskup Palestriny (925[2] – 2 lutego 933[3])
3. Benedictus – kardynał biskup Silva Candida (29 maja 939[4] – 21 stycznia 944[5])
4. Benignus – kardynał biskup Ostii (11 czerwca 944[5])
5. Georgius – kardynał biskup Porto (11 czerwca 944[5])
6. Leo – kardynał biskup Velletri (9 stycznia 946[6] – 6 listopada 963[7])
7. Constantinus – kardynał biskup Porto (maj 958[8])
8. Sico – kardynał biskup Ostii (6 listopada 963[7] – ekskomunikowany 28 lutego 964[9])
9. Benedictus – kardynał biskup Porto (6 listopada 963[7] – 26 maja 969[10])
10. Lunisso – kardynał biskup Labico (6 listopada 963[7] – 2 stycznia 968[11])
11. Gregorius – kardynał biskup Albano (6 listopada 963[7] – kwiecień 983[12])
12. Teophylactus – kardynał biskup Palestriny (6 listopada 963[7])
13. Wido – kardynał biskup Silva Candida (6 listopada 963[7] – 29 grudnia 975[13])
14. Leo – kardynał biskup Ostii (2 stycznia 968[11] – kwiecień 983[12])

## Kardynałowie prezbiterzy
1. Leo – kardynał prezbiter S. Susanna[14], następnie papież Leon VI (czerwiec 928 – styczeń 929)
2. Stephanus – kardynał prezbiter S. Anastasia[14], następnie papież Stefan VII (styczeń 929 – luty 931)
3. Johannes – kardynał prezbiter S. Maria in Trastevere[14], następnie papież Jan XI (marzec 931 – styczeń 936)
4. Leo OSB – kardynał prezbiter S. Sisto[14], następnie papież Leon VII (3 stycznia 936 – 13 lipca 939)
5. Stephanus – kardynał prezbiter Ss. Silvestro e Martino[14], następnie papież Stefan VIII (14 lipca 939 – październik 942)
6. Marinus – kardynał prezbiter S. Ciriaco[14], następnie papież Maryn II (30 października 942 – maj 946)
7. Stephanus – kardynał prezbiter Ss. Nereo ed Achilleo (6 listopada 963[7] – 26 lutego 964[9])
8. Leo – kardynał prezbiter S. Balbina (6 listopada 963[7] – 26 lutego 964[9])
9. Dominicus – kardynał prezbiter S. Anastasia (6 listopada 963[7] – 26 maja 969[10])
10. Petrus – kardynał prezbiter S. Lorenzo in Damaso (6 listopada 963[7] – 26 lutego 964[9])
11. Theophylactus – kardynał prezbiter S. Crisogono (6 listopada 963[7] – 26 lutego 964[9])
12. Joannes – kardynał prezbiter S. Susanna (6 listopada 963[7] – 26 lutego 964[9])
13. Petrus – kardynał prezbiter Ss. Giovanni e Paolo (6 listopada 963[7])
14. Hadrianus – kardynał prezbiter S. Maria in Trastevere (6 listopada 963[7])
15. Joannes – kardynał prezbiter S. Cecilia (6 listopada 963[7] – 26 lutego 964[9])
16. Hadrianus – kardynał prezbiter S. Lorenzo in Lucina (6 listopada 963[7] – 26 lutego 964[9])
17. Benedictus – kardynał prezbiter S. Sisto (6 listopada 963[7] – 25 grudnia 968[15])
18. Theophylactus – kardynał prezbiter Ss. IV Coronati (6 listopada 963[7] – 26 lutego 964[9])
19. Stephanus – kardynał prezbiter S. Sabina (6 listopada 963[7] – 26 lutego 964[9])
20. Joannes – kardynał prezbiter Ss. Silvestro e Martino (26 lutego 964[9])
21. Crescentius – kardynał prezbiter[16] (26 maja 969[10])
22. Theophylactus – kardynał prezbiter[17] (26 maja 969[10])
23. Joannes – kardynał prezbiter S. Vitale[14], następnie papież Jan XV (sierpień 985 – marzec 996)

## Kardynałowie diakoni
1. Octavianus – kardynał diakon S. Maria in Domnica[14], następnie papież Jan XII (16 grudnia 955 – 14 maja 964)
2. Joannes – kardynał diakon i archidiakon Świętego Kościoła Rzymskiego (24 grudnia 960[18])
3. Joannes – kardynał diakon Świętego Kościoła Rzymskiego[19], następnie biskup Narni (8 sierpnia 961[20] – 1 października 965) i papież Jan XIII (1 października 965 – 6 września 972)
4. Benedictus – kardynał diakon i archidiakon Świętego Kościoła Rzymskiego (6 listopada 963[7] – 26 maja 969[10])
5. Bonofilius – kardynał diakon Świętego Kościoła Rzymskiego (6 listopada 963[7] – 26 lutego 964[9])
6. Joannes – kardynał diakon Świętego Kościoła Rzymskiego (6 listopada 963[7])
7. Benedictus Grammaticus – kardynał diakon Świętego Kościoła Rzymskiego (26 lutego 964[9] – 22 maja 964), następnie papież Benedykt V (22 maja 964 – 23 czerwca 964, zm. 4 lipca 966)
8. Leo – kardynał diakon Świętego Kościoła Rzymskiego (26 maja 969[10])
9. Bonifatius – kardynał diakon Świętego Kościoła Rzymskiego (26 maja 969[10])
10. Benedictus – kardynał diakon S. Teodoro[14], następnie papież Benedykt VI (19 stycznia 973 – czerwiec 974)
11. Bonifatius Franco – kardynał diakon Świętego Kościoła Rzymskiego[21], następnie antypapież Bonifacy VII (czerwiec 974 – 20 lipca 985)
12. Stephanus – kardynał diakon Świętego Kościoła Rzymskiego (975[22])
13. Joannes – kardynał diakon i archidiakon Świętego Kościoła Rzymskiego (7 marca 982[23])
14. Joannes – kardynał diakon Świętego Kościoła Rzymskiego (kwiecień 983[12])